# Figlie della Carità del Preziosissimo Sangue

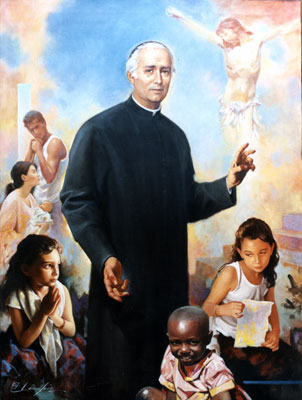
Immagine di Tommaso Maria Fusco: dallo stendardo realizzato per la sua beatificazione

Le Figlie della Carità del Preziosissimo Sangue sono un istituto religioso femminile di diritto pontificio: i membri di questa congregazione pospongono al loro nome la sigla F.C.PP.S.

## Storia
La congregazione venne fondata a Pagani (Salerno) il 6 gennaio del 1873 dal sacerdote italiano Tommaso Maria Fusco (1831–1891) per la cura delle fanciulle abbandonate. Venne riconosciuta come istituzione di diritto diocesano dal vescovo di Nocera il 17 luglio del 1886.
L'istituto ottenne il pontificio decreto di lode il 17 maggio del 1911 ed è stato approvato definitivamente dalla Santa Sede il 5 agosto del 1912.
Il fondatore è stato beatificato da papa Giovanni Paolo II nel 2001.

## Attività e diffusione
Le suore si dedicano all'istruzione ed educazione cristiana della gioventù, all'assistenza agli ammalati e agli anziani e collaborano all'apostolato missionario.
Oltre che in Italia, sono presenti negli Stati Uniti d'America, in Brasile, in Nigeria, in India, nelle Filippine: la sede generalizia è a Roma.
Al 31 dicembre 2005 l'istituto contava 496 religiose in 61 case.